# Landauer (Nürnberger Kaufmannsfamilie)

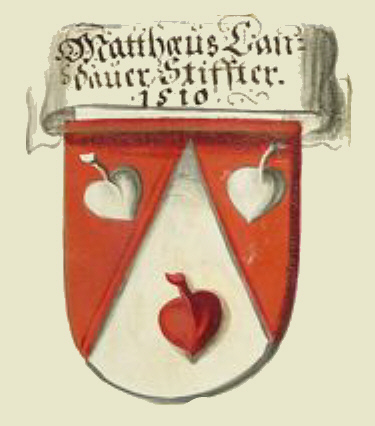
Das Wappen der Landauer

Die Landauer waren eine angesehene Maler- und Kaufmannsfamilie der Reichsstadt Nürnberg, erstmals urkundlich erwähnt im 14. Jahrhundert.

## Geschichte

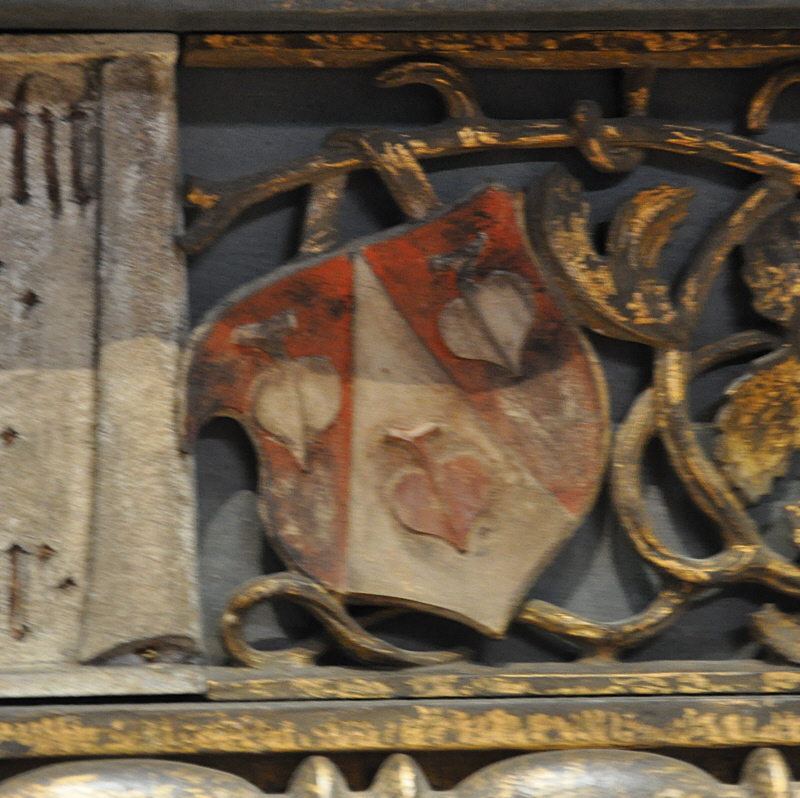
Landauer-Wappen am Rahmen von Dürers Landauer Altar

Die Herkunft der Landauer liegt weitgehend im Dunkeln. Das erste in Nürnberg erwähnte Familienmitglied war der Maler und Bildschnitzer Berthold Moler/Landauer (1365/70–1432/33). Er war der Stammvater der Nürnberger Linie der Landauer. Berthold hatte vier Söhne, von denen drei im Familienbetrieb tätig waren. Die Söhne Matthäus der Ältere und Markus Landauer († 1468) gaben den Beruf vorzeitig auf und wurden Kaufleute. Der Wechsel fiel Markus leicht, da er in die aus Bern stammende Fernhändlerfamilie Prückler einheiratete, die mit Waffen-, Salpeter- und Edelmetallhandel in Böhmen, Ungarn, Venedig und der Schweiz vertreten war. Markus exportierte auch Salpeter nach Pilsen und Tachau und ist bereits um 1430 im Edelmetallhandel belegt. Zusammen mit seinem Bruder Matthäus d. Ä. gründete er um 1440 die Landauer-Handelsgesellschaft, die im Fernhandel mit den neuen Märkten der osteuropäischen Handelszentren Breslau, Posen und Krakau tätig war. Das Warensortiment umfasste anfangs schwerpunktmäßig Nürnberger Metallwaren, Metalle jeder Art, Gewürze, Luxusstoffe und forstwirtschaftliche Produkte aus der Levante, sowie die Nachrichtenübermittlung zwischen ihren Handelsplätzen. In etwa zur gleichen Zeit stellten die Landauer die ersten Verbindungen zu den Montanrevieren in der Oberpfalz her und waren auf der Messe in Nördlingen vertreten. Seit 1460 betrieben sie eigene Hütten zur Metallgewinnung und waren im Waffenhandel belegt, den sie in großem Umfang betrieben. Markus Landauer heiratete nach dem Tod seiner ersten Frau die vermögende Margareta Schreyer († 1457).

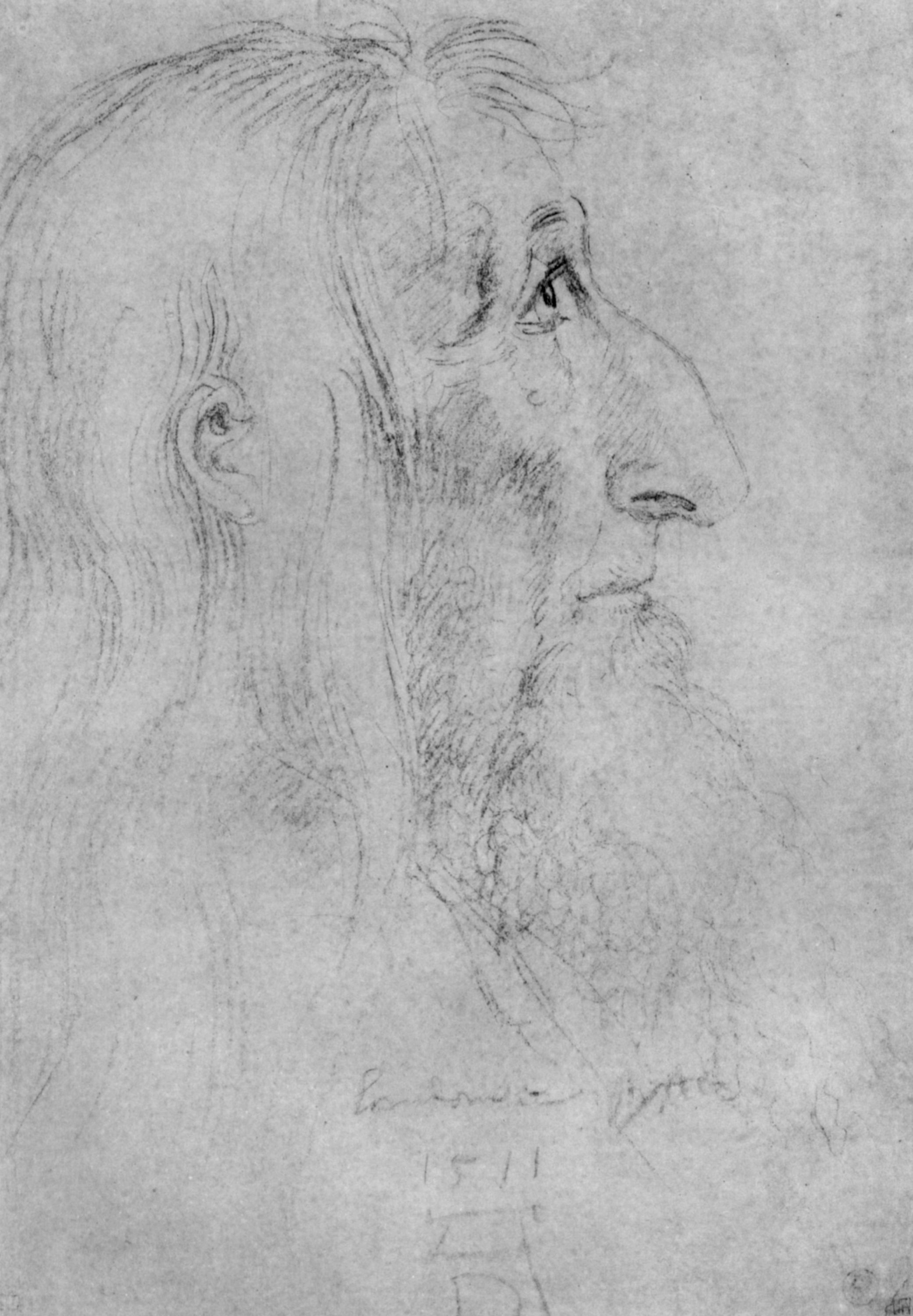
Matthäus Landauer, gezeichnet von Albrecht Dürer, 1511

Matthäus der Jüngere Landauer war neben drei Schwestern der einzige Sohn von Markus und dessen Haupterbe. Er gründete mit seinem Schwager Hans Starck das Montanunternehmen im thüringischen Eisfeld und handelte mit gesaigertem Garkupfer und dem daraus gewonnenen Silber (Saigerhandel).
Vor allem mit den Gewinnen aus dem Eisfelder Unternehmen stiftete Matthäus Landauer zusammen mit seinem Onkel Sebald Schreyer das Schreyer-Landauersche-Grabmal und errichtete selbst die Landauersche Zwölfbrüderhausstiftung. Matthäus Landauer war selbst einer der ersten Bewohner des Landauer Klosters.
Trotz des Ansehens, des großen Reichtums und der Verschwägerung mit Mitgliedern des Nürnberger Patriziats blieb den Landauer der Zugang zum inneren Kreis der regierenden Familien der Reichsstadt verwehrt.
Dorothea Landauer († 29. November 1529) wurde von ihrem Vater zur Ehe mit Wilhelm II. Haller von Hallerstein (1478–1534) aus der Patrizierfamilie Haller von Hallerstein gezwungen. Nach dem Tod ihres Vaters 1515 trennte sie sich von ihrem Mann. Da der Innere Rat der Stadt Nürnberg sie zwingen wollte, zu ihrem, wie sie sich ausdrückte, herrischen, gewalttätigen und verschwenderischen Gatten zurückzukehren, erbat sie von den Markgrafen Georg und Kasimir einen Schutzbrief und floh auf den Familiensitz Schloss Oberwolkersdorf, wo sie bis zu ihrem Tod lebte.
Mit Matthäus Landauer ist die Familie 1515 im Mannesstamm erloschen. Die Eisfelder Saigerhütte wurde von den Haller und den Starck weiterbetrieben und später von den Welser übernommen.

## Ehemalige Besitzungen (Auszug)
- 1485–1528 Schloss Oberwolkersdorf (Wolkersdorf bei Schwabach)

## Stiftungen (Auszug)
- Hochaltarretabel (Landauer Altar) der Nürnberger Katharinenkirche, vom Meister des Landauer Altars, gestiftet von Marcus Landauer (vor 1468)
- Schreyer-Landauersches Epitaph an der Sebalduskirche 1490 (Matthäus Landauer mit seinem Onkel Sebald Schreyer)[5]
- Landauerepitaph in der Tetzelkapelle von St. Egidien (Nürnberg)[6]
- Landauer Kapelle am Landauerschen Zwölfbrüderhaus, 1501–1510 vom Nürnberger Architekten Hans Beheim d. Ä.
- Landauer Altar von Albrecht Dürer, vom Kaufmann Matthäus Landauer in Auftrag gegeben für den Neubau der Landauerkapelle des Landauerschen Zwölfbrüderhauses, heute im Kunsthistorischen Museum in Wien
- Landauersches Zwölfbrüderhaus, soziale Stiftung

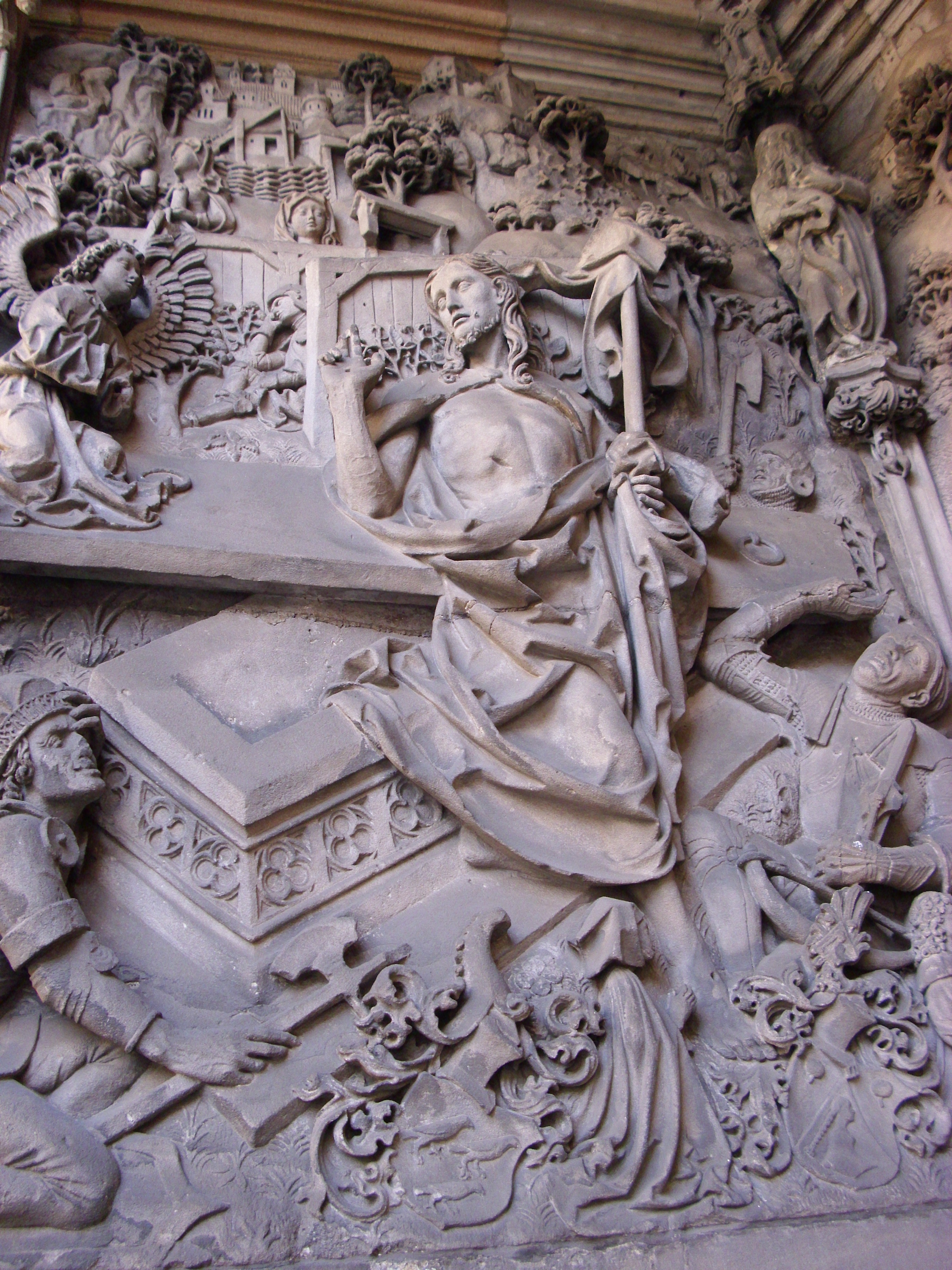
Auferstehung Jesu in der linken Tafel des Schreyer-Landauer-Epitaphs am Ostchor von St. Sebald, 1490
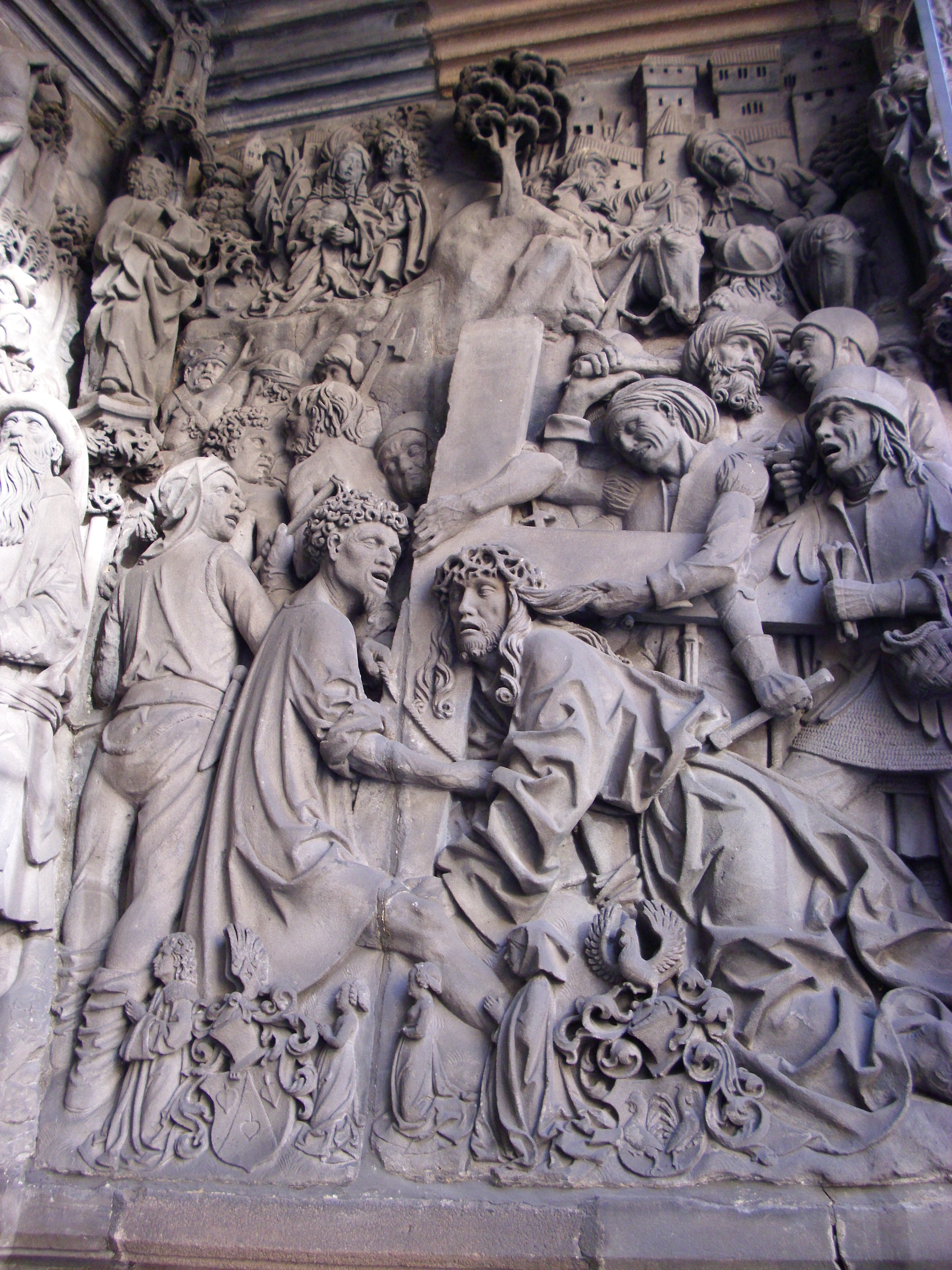
Kreuztragung Jesu in der rechten Tafel  (mit Landauer-Wappen links unten)
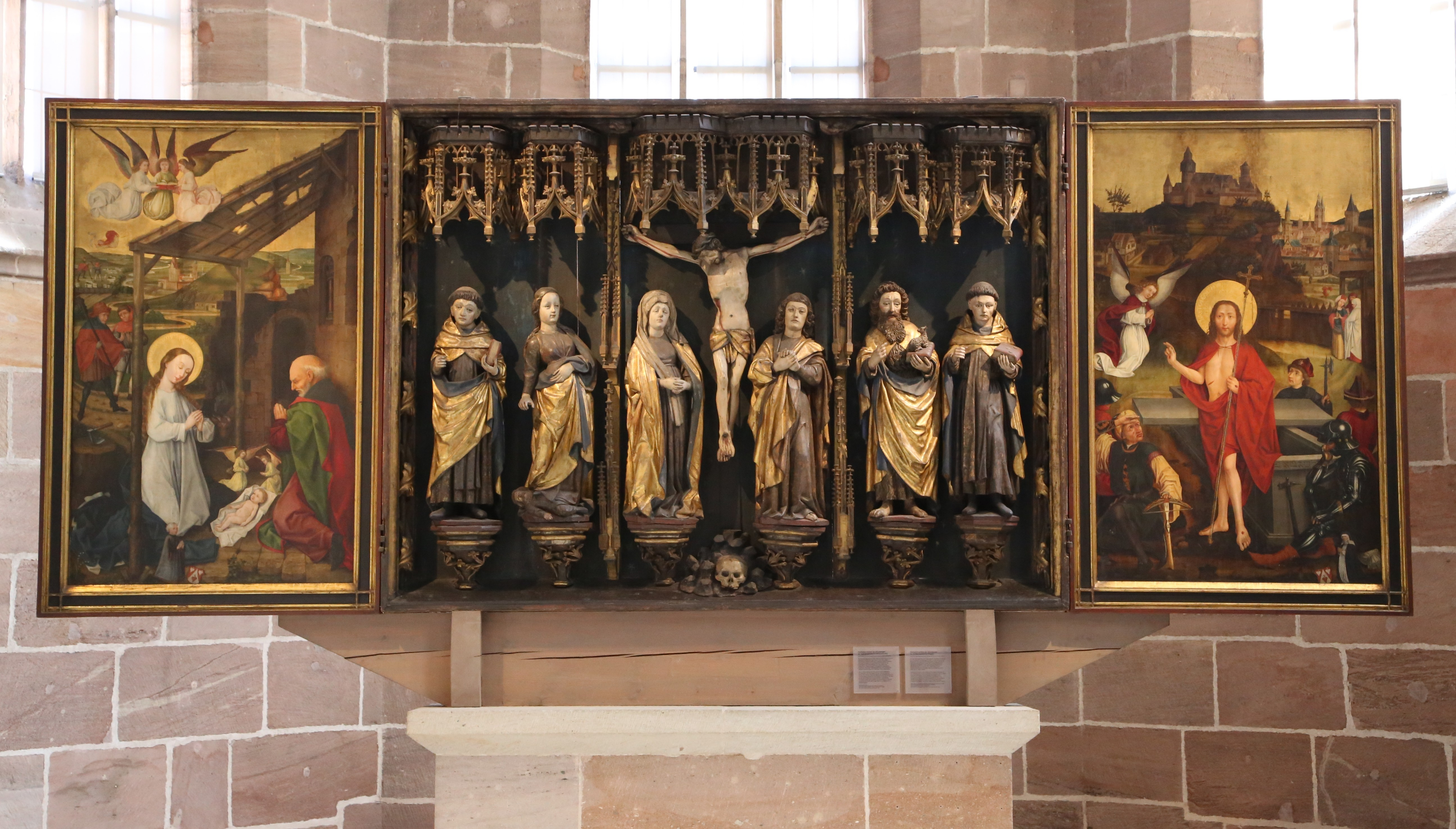
Landauer Altar der Katharinenkirche, vor 1468 (Germanisches Nationalmuseum Nürnberg)
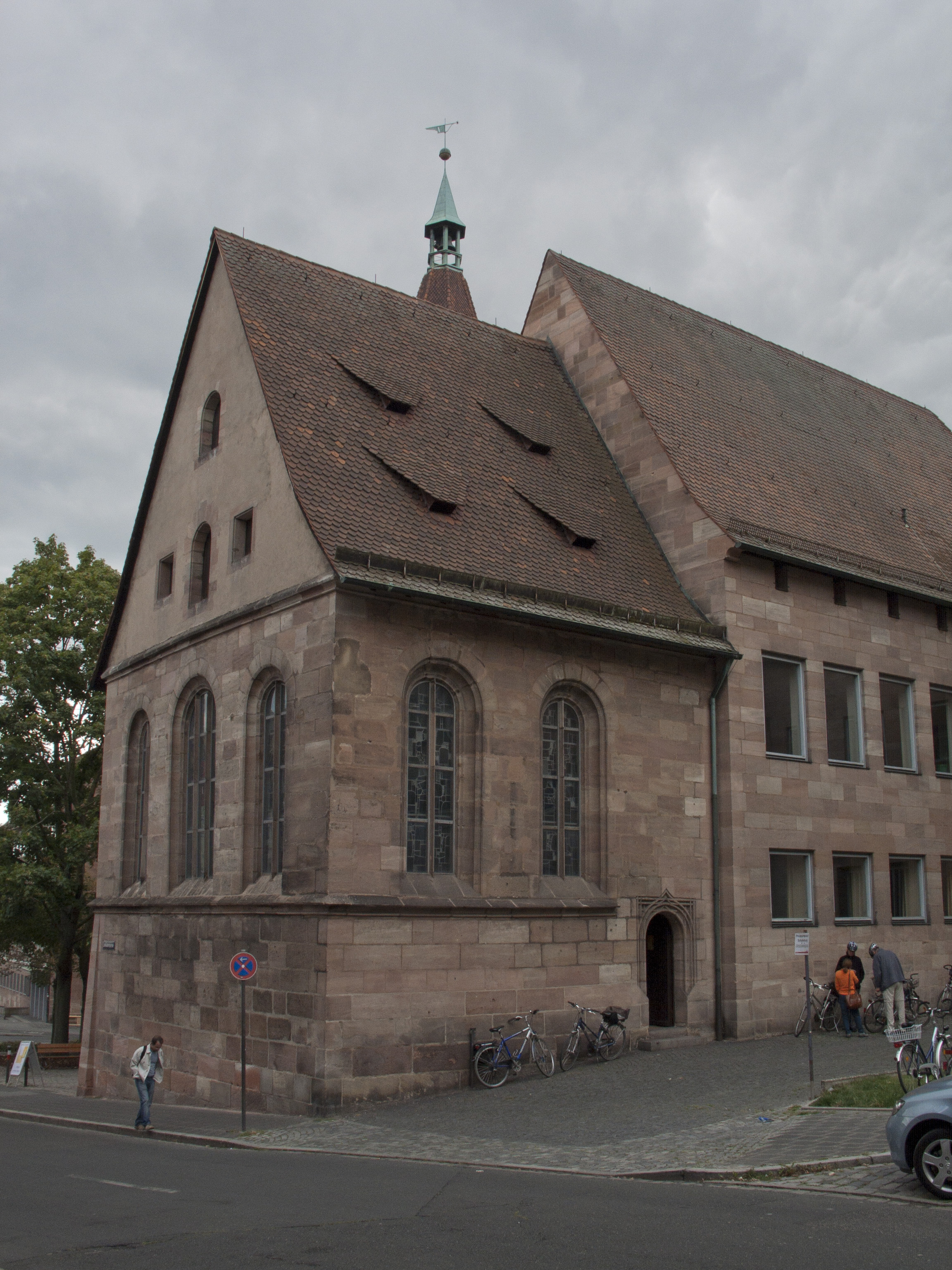
Landauer Kapelle (um 1510)
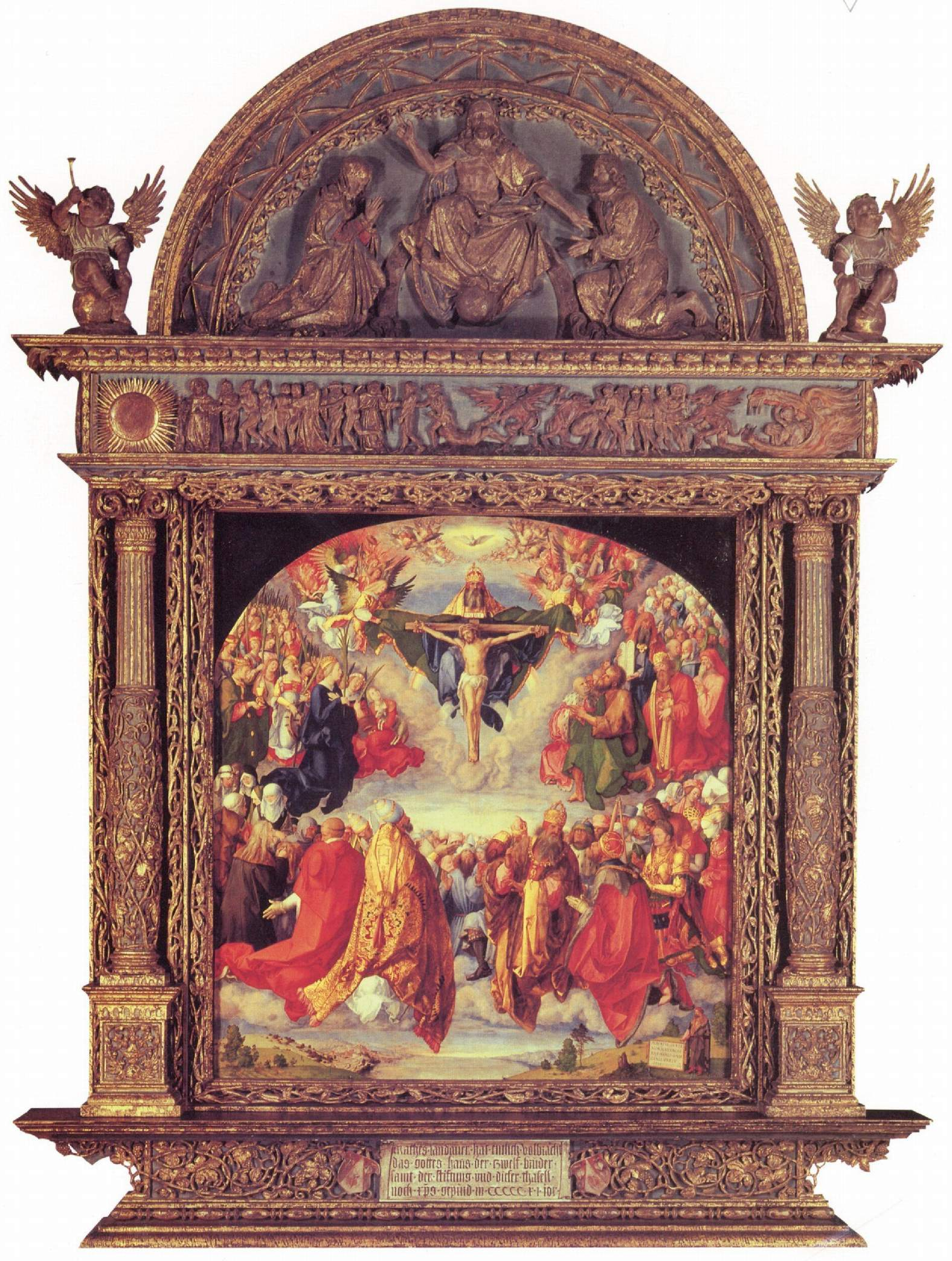
Landauer Altar der Landauer Kapelle, von Albrecht Dürer 1511 (Kunsthistorisches Museum Wien)
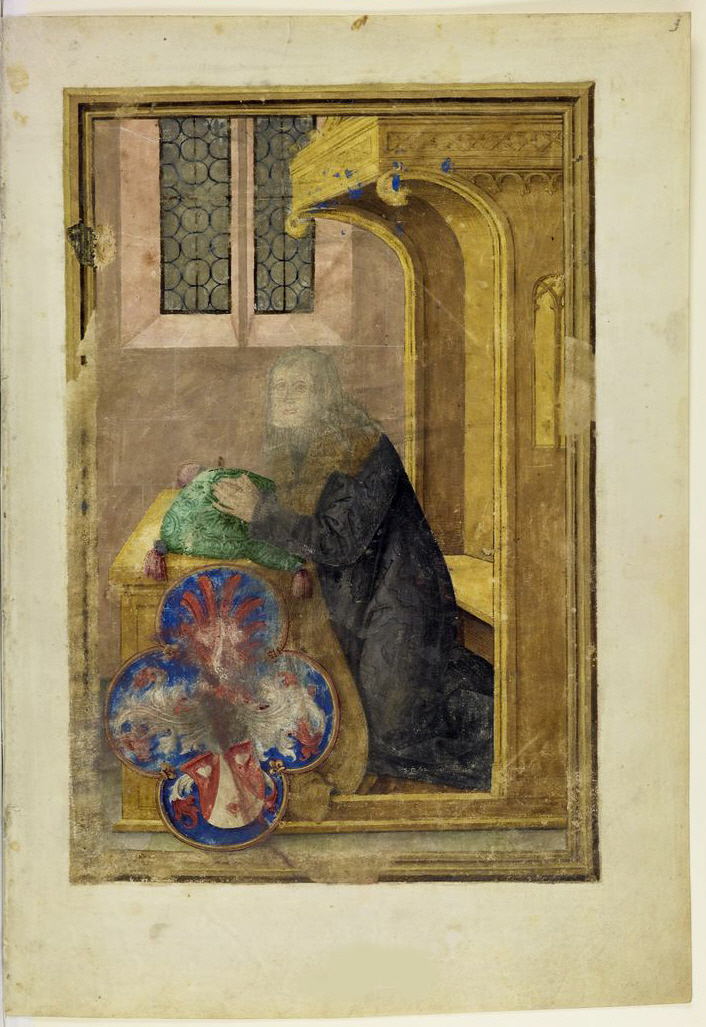
Der Stifter Matthäus Landauer im Hausbuch der Landauerschen Zwölfbrüderstiftung, 1511

## Bekannte Familienmitglieder
- Markus Landauer (14??–1486), Handelsherr, Gründer der Landauer Handelsgesellschaft
- Matthäus der Jüngere Landauer (1451–1515), Handelsherr, Stifter[7]
- Dorothea Haller geb. Landauer (1480–1528), Tochter von Matthäus Landauer. Sie war verheiratet mit Wilhelm Haller von Hallerstein (1478–1534). Da sie sich nicht den damaligen frauenfeindlichen Bräuchen unterwarf, sorgte sie für einen der wenigen bekannt gewordenen Eheskandale der Reichsstadt Nürnberg. Aus der Ehe mit Wilhelm Haller gingen drei Söhne hervor. (Matthias * 1504, Georg * 1506, Johann * 1508)

## Trivia
- Leben und Leiden der Dorothea Landauer, Haller wurde in einem Eheroman von Albert Gimbel (1925) beschrieben und diente auch Sabine Weigand für ihr Buch Das Perlenmedaillon (2005) als Vorlage.[8]
- Nach Matthäus Landauer ist die Landauergasse in Nürnberg benannt.

## Wappen
In Rot eine silberne Spitze, begleitet von drei (2,1) Lindenblättern in verwechselter Tinktur.